# 班克羅夫特 (密歇根州)
班克羅夫特（英語：Bancroft）是位於美國密歇根州夏厄沃西縣夏厄沃西鎮區的一個村。

## 人口
根據2020年美國人口普查的數據，班克羅夫特的面積為1.53平方千米，當中陸地面積為1.53平方千米，而水域面積為0.00平方千米。當地共有人口484人，而人口密度為每平方千米316人。